# Línea 127 (Montevideo)
La línea 127  es una línea urbana de Montevideo que une la Terminal Ciudadela o la Aduana con Delta del Tigre o el kilómetro 26 de la Ruta 1.

## Historia

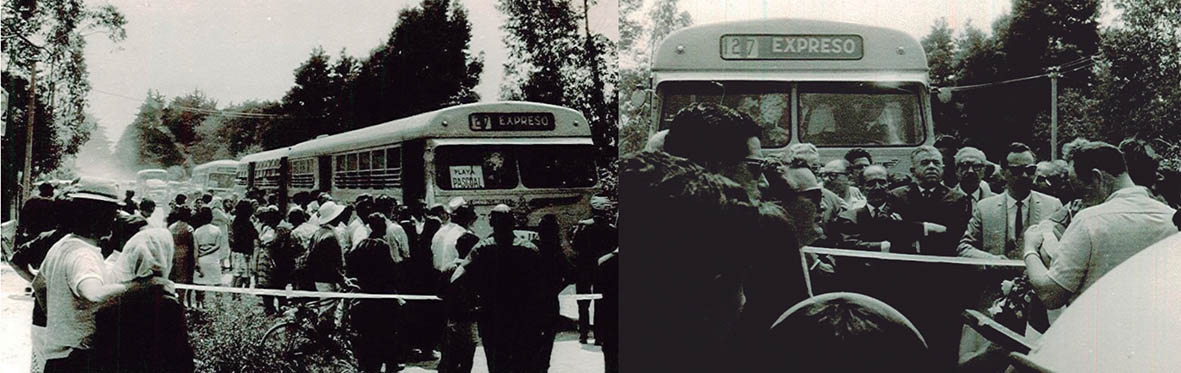
Buses históricos de CUTCSA en Playa Pascual

Creada en los años veinte por la entonces Cooperativa Línea D, teniendo como destino inicial la Barra del Santa Lucía, en Santiago Vázquez. En los años treinta, con la conformación de la Compañía Cutcsa la línea adopta su actual numeración de 127. En el año 1966 se definió que su recorrido fuera extendido hacia Playa Pascual, con un recorrido concretamente similar al de la hoy línea 227.  En el año 1974 el Intendente de Montevideo, Óscar Rachetti dispone que todas aquellas líneas de transporte que cruzarán los límites departamentales, reciban la numeración en las centenas 200, dando esta nueva reglamentación la creación de la línea 227, y disponiendo que la línea 127 solamente llegara a la Barra del Santa Lucía.  Muchos años después, y con la creación del Sistema de Transporte Metropolitano en 2008,  se determino el ingreso de la línea 127 a la Ciudad del Plata, con los destinos: Ruta 1 kilómetro 26 o Delta del Tigre, ambos ubicados a cuatro kilómetros del límite departamental, quedando de esta manera, el destino a la Barra del Santa Lucía  como destino intermedio. La totalidad de destinos intermedios son: Barra Santa Lucía y Paso de la Arena (hacia afuera), y Palacio de la Luz y Zufriategui (viaducto del Paso Molino; hacia el centro. Cuenta con el agregado de sábado y domingo, más día hábil por medio, de ingresar al complejo penitenciario de Santiago Vázquez. En 2008 con la extensión del recorridos, se creó a modo de prueba la línea local L27 que unía los dos nuevos destinos de San José con la terminal Paso de la Arena. Luego de unos meses y al no demostrar rentabilidad fue suprimida. En la actualidad, existe un ramal de la línea 127, que une las terminales de Paso de la Arena con Paso Molino.

## Recorridos
En ambos sentidos circula por los barrios: Aduana, Ciudad Vieja, Centro, Aguada, Arroyo Seco, Bella Vista, Prado, Paso Molino, Belvedere, Nuevo París, Nuevo Sarandí, Paso de la Arena, Santiago Vázquez y Delta del Tigre.

### Servicios Nocturnos
| Ida - Terminal Aduana - Juan Lindolfo Cuestas - Buenos Aires - Liniers - San José - Andes - Mercedes - Avenida General Rondeau - General Caraballo - Avenida Agraciada - Circula bajo el Viaducto - Avenida Agraciada - San Quintín - Juan B. Pandiani - Avenida Carlos María Ramírez - Bulevar Manuel Herrera y Obes - Avenida Luis Batlle Berres - (Terminal Paso de la Arena) - Avenida Luis Batlle Berres - Ruta 1 Vieja - Avenida Al Delta - Las Perlas - Manila - Malecón - Goleta - Las Perlas - Delta el Tigre | Vuelta - Delta el Tigre - Goleta - Malecón - Manila - Las Perlas - Avenida Al Delta - Ruta 1 Vieja - Avenida Luis Batlle Berres - (Terminal Paso de la Arena) - Avenida Luis Batlle Berres - Avenida Carlos María Ramírez - Avenida Agraciada - Circula bajo el Viaducto - Avenida Agraciada - Paraguay - Avenida Libertador Juan Antonio Lavalleja - Avenida Uruguay - 25 de Mayo - Juncal - Cerrito - Juan Lindolfo Cuestas - Terminal Aduana |

| Ida - Terminal Aduana - Juan Lindolfo Cuestas - Buenos Aires - Liniers - San José - Andes - Mercedes - Avenida General Rondeau - General Caraballo - Avenida Agraciada - Circula bajo el Viaducto - Avenida Agraciada - San Quintín - Juan B. Pandiani - Avenida Carlos María Ramírez - Bulevar Manuel Herrera y Obes - Avenida Luis Batlle Berres - (Terminal Paso de la Arena) - Avenida Luis Batlle Berres - Ruta 1 Vieja - Florida - Rocha - San José, hasta terminal | Vuelta - Rivera - Ruta 1 Vieja - Avenida Luis Batlle Berres - (Terminal Paso de la Arena) - Avenida Luis Batlle Berres - Avenida Carlos María Ramírez - Avenida Agraciada - Circula bajo el Viaducto - Avenida Agraciada - Paraguay - Avenida Libertador Juan Antonio Lavalleja - Avenida Uruguay - 25 de Mayo - Juncal - Cerrito - Juan Lindolfo Cuestas - Terminal Aduana |

### Servicios Diurnos
| Ida - Terminal Ciudadela - Juncal - Piedras - Cerro Largo - Florida - Mercedes - Avenida General Rondeau - General Caraballo - Avenida Agraciada - Circula bajo el Viaducto - Avenida Agraciada - San Quintín - Juan B. Pandiani - Avenida Carlos María Ramírez - Bulevar Manuel Herrera y Obes - Avenida Luis Batlle Berres - (Terminal Paso de la Arena) - Avenida Luis Batlle Berres - Ruta 1 Vieja - Avenida al Delta - Las Perlas - Manila - Malecón - Goleta - Delta el Tigre | Vuelta - Goleta - Malecón - Manila - Las Perlas - Avenida Al Delta - Ruta 1 Vieja - Avenida Luis Batlle Berres - (Terminal Paso de la Arena) - Avenida Luis Batlle Berres - Avenida Carlos María Ramírez - Avenida Agraciada - Circula bajo el Viaducto - Avenida Agraciada - Paraguay - Avenida Libertador Juan Antonio Lavalleja - Avenida Uruguay - 25 de Mayo - Juncal - Terminal Ciudadela |

| Ida - Terminal Ciudadela - Juncal - Piedras - Cerro Largo - Florida - Mercedes - Avenida General Rondeau - General Caraballo - Avenida Agraciada - Circula bajo el Viaducto - Avenida Agraciada - San Quintín - Juan B. Pandiani - Avenida Carlos María Ramírez - Bulevar Manuel Herrera y Obes - Avenida Luis Batlle Berres - (Terminal Paso de la Arena) - Avenida Luis Batlle Berres - Ruta 1 Vieja - Florida - Rocha - San José, hasta terminal | Vuelta - Rivera - Ruta 1 Vieja - Avenida Luis Batlle Berres - (Terminal Paso de la Arena) - Avenida Luis Batlle Berres - Avenida Carlos María Ramírez - Avenida Agraciada - Circula bajo el Viaducto - Avenida Agraciada - Paraguay - Avenida Libertador Juan Antonio Lavalleja - Avenida Uruguay - 25 de Mayo - Juncal - Terminal Ciudadela |

### Otros Ramales
- Ruta habitual
- Avenida Luis Batlle Berres
- Camino Basilio Muñoz
- Giro en U en Complejo
- Camino Basilio Muñoz
- Avenida Luis Batlle Berres
- Ruta habitual

 
|}

## Paradas
IDA (Hacia Delta del Tigre)
- Washington
- Guaraní
- Colón
- Misiones
- Ituzaingó
- Juan Carlos Gómez
- 18 de Julio
- Río Branco
- Paraguay
- Paysandú
- Valparaíso
- Asunción
- Nicaragua
- Guatemala
- Colombia
- Cnel. Fco. Tajes
- Gral. Fco. Caraballo
- Gral Luna
- Entre Ríos
- A. García Morales
- Dr Evaristo Ciganda
- Fco. Urdaneta
- Bv. Gral. Artigas
- Juan C. Blanco
- Capurro
- Enrique Turini
- Valentín Gómez
- Zufriategui
- San Miguel
- Juan Antonio Artigas
- José B. Freire
- Belvedere
- M. Herrera y Obes
- José Mármol
- Gregorio Camino
- Gowland
- Bv Dr Manuel Herrera y Obes
- Ferreira y Artigas
- Cañas
- Tres Cruces
- Yugoeslavia
- Ercilia Quiroga
- Barrio 19 de Abril
- Cno de las Tropas
- Calle 4
- Cno.AL Paso De La Arena
- Martín Artigas
- Cnel. Santiago Artigas
- Cost. Pque. Tomkinson
- Term. P. de la Arena
- Cno Cibils
- Las Artes
- Fte N.º 7208
- Cno. Sosa Chaferro
- Zanja Reyuna
- Ideario Artiguista
- Cno Eduardo Cayota
- Nuevo Llamas
- Cno. de los Orientales
- Cno. Anaya
- Lomas de Zamora
- Curuzú Cuatiá
- Roque Luis Barbero
- Cno. Los Camalotes
- Cno. Gori
- Cno. Paurú
- El Churrinche
- Cno Albatros
- Avda. Al parque Lecocq/Aldeas Infantiles S.O.S.
- Cno. Gral. Esc. Basilio Muñóz/COMPEN
- Isla del Tigre
- Quarahy
- Yuquerí
- La Barra
- Calle 17MTS
- Colon
- Ceylán
- S/N
- Tahití
- Malaca
- Manila
- Malecón
- Martinica
- Antillas
- Haití
- Las Perlas

VUELTA (Desde Ruta 1, kilómetro 26 - por Complejo Penitenciario)
- Ruta 1, kilómetro 26
- Ruta Uno (Vieja)
- Mormones
- Calle Desconocida
- Calle Desconocida
- Zapican
- José Pedro Varela
- Doce De Octubre
- Maya
- Calle Ficticia
- La Barra
- Basilio Muñóz/COMCAR
- Parque Lecocq
- Cno. Albatros
- El Churrinche
- Cno. Gori
- Cno Los Camalotes
- Roque Luis Barbero
- Curuzú Cuatiá
- Lomas de Zamora
- Cno. Anaya
- Cno De Los Orientales
- Nuevo Llamas
- Cno Eduardo Cayota
- Ideario Artiguista
- Zanja Reyuna
- Cno. Sosa Chaferro
- Fte N.º 7217
- Las Artes
- Cno. Cibils
- Term Paso de la Arena
- Cno. Tomkinson
- Cnel Santiago Artigas
- Martín Artigas
- Eduardo Paz Aguirre
- Fábrica Puma
- Complejo 3 de Abril
- Cno de las Tropas
- Psje. Emaus
- Barrio 19 de Abril
- Ercilia Quiroga
- Yugoeslavia
- Luis Batlle Berres
- Cañas
- Ferreira y Artigas
- Rodolfo Rincón
- Gowland
- Antonio Zubillaga
- Juan C. Molina
- José Mármol
- Carlos Ma. Ramírez
- Vicente Basagoity
- Belvedere
- José B. Freire
- Emilio Romero
- San Miguel
- Pablo Zufriategui
- Valentín Gómez
- Enrique Turini
- Capurro
- Gil
- Bv Artigas
- José Nasazzi
- Pza. Gral. San Martín
- Dr. Evaristo Ciganda
- S. García Pintos
- Santa Fe
- Palacio de la Luz
- Gral. Pacheco
- César Díaz
- Torre ANTEL
- Nicaragua
- Nueva York
- Estación Central
- Paysandú
- Julio Herrera y Obes
- Convención
- Florida
- Juncal
- Bartolomé Mitre
- Treinta Y Tres
- Zabala
- 25 De Mayo
- Pérez Castellano
- Guaraní